# Journal of Alzheimer's Disease
Il Journal of Alzheimer's Disease è una rivista medica sottoposta a revisione paritaria e pubblicata dalla IOS Press. Tratta l'eziologia, la patogenesi, l'epidemiologia, la genetica, il trattamento e la psicologia della malattia di Alzheimer. 
La rivista pubblica rapporti di ricerca, articoli di revisione, brevi comunicazioni, ipotesi, recensioni di libri e lettere all'editore. 
Il caporedattore è George Perry (Università del Texas a San Antonio). Secondo il Journal Citation Reports, nel 2020 la rivista ha ricevuto un fattore di impatto pari a 4,472.

## Alzheimer Award
Ogni anno i redattori associati della rivista selezionano il miglior articolo del volume dell'anno precedente. Al vincitore viene consegnata la Medaglia Alzheimer, una medaglia di bronzo di 7,62 cm con l'effigie di Alois Alzheimer. Questo premio annuale è sponsorizzato dalla IOS Press e il suo vincitore riceve una somma in denaro pari a 7.500 dollari.